# إلياس لاري أيوسو
إلياس لاري أيوسو مواليد 27 مارس 1977 في ذا برونكس، هو لاعب كرة سلة بدأ مسيرته الاحترافية في سنة 1996 يلعب في دوري بورتوريكو لكرة السلة ويحمل الرقم 20. يبلغ طوله 6 قدم 2 بوصة (1.9 م). مثّل منتخب بلاده. شارك في مسابقة كرة السلة في الألعاب الأولمبية الصيفية.

## الميداليات
| الميدالية | المسابقة                             |
| --------- | ------------------------------------ |
| فضية      | بطولة أمم الأمريكتين لكرة السلة 2013 |
| فضية      | بطولة أمم الأمريكتين لكرة السلة 2009 |
| برونزية   | بطولة أمم الأمريكتين لكرة السلة 2003 |
| برونزية   | بطولة أمم الأمريكتين لكرة السلة 2007 |

## روابط خارجية
- إلياس لاري أيوسو على موقع الاتحاد الدولي لكرة السلة (الإنجليزية)
- إلياس لاري أيوسو على موقع الدوري الأوروبي لكرة السلة (الإنجليزية)
- إلياس لاري أيوسو على موقع كرة السلة الأوروبية.كوم (الإنجليزية)
- إلياس لاري أيوسو على موقع كلية كرة السلة في سبورتس رفرنس.كوم (الإنجليزية)
- إلياس لاري أيوسو على موقع ريلجم (الإنجليزية)
- إلياس لاري أيوسو على موقع بروبوليرز (الإنجليزية)
- إلياس لاري أيوسو على موقع سبورتس رفرنس (الإنجليزية)
- إلياس لاري أيوسو على موقع سبورتس رفرنس (الإنجليزية)
- إلياس لاري أيوسو على موقع اللجنة الأولمبية الدولية (الإنجليزية)
- إلياس لاري أيوسو على موقع أوليمبيديا (الإنجليزية)